# Bambusa rutila
Bambusa rutila är en gräsart som beskrevs av Mcclure. Bambusa rutila ingår i släktet Bambusa och familjen gräs. Inga underarter finns listade i Catalogue of Life.